# マルセロ・ベガ
マルセロ・ベガ（Francisco Marcelo Vega Cepeda、1971年8月12日 - ）は、チリの元サッカー選手。元チリ代表。ポジションはミッドフィールダー。

## 来歴
1991年にチリ代表デビュー。1996年から多くの試合に出場、1998 FIFAワールドカップ・南米予選では10試合に出場、4大会ぶりのワールドカップ出場権を獲得した。1998 FIFAワールドカップにも出場した。チリ代表で30試合に出場、1得点をあげた。

## 代表歴

### 出場大会
- チリ代表
  - 1998 FIFAワールドカップ

### 試合数
- 国際Aマッチ 30試合 1得点（1991年-1998年）[1]

| チリ代表 | 国際Aマッチ | 国際Aマッチ |
| 年       | 出場        | 得点        |
| -------- | ----------- | ----------- |
| 1991     | 2           | 1           |
| 1992     | 0           | 0           |
| 1993     | 6           | 0           |
| 1994     | 1           | 0           |
| 1995     | 1           | 0           |
| 1996     | 6           | 0           |
| 1997     | 8           | 0           |
| 1998     | 6           | 0           |
| 通算     | 30          | 1           |